# Тюринзькі Сланцеві гори
50°30′00″ пн. ш. 11°10′00″ сх. д. / 50.5° пн. ш. 11.166666666667° сх. д.
Тюринзьке нагір'я або Тюринзько-Фогтландські Сланцеві гори (нім. Thüringer Schiefergebirge або нім. Thüringisches Schiefergebirge, буквально «Тюринзькі Сланцеві гори») — низький гірський хребет у німецькій землі Тюрингія.

## Географія
Тюринзьке нагір'я межує з Тюринзьким лісом на південному заході. Це плато завширшки близько 20 км, яке схиляється на південний схід до долини Заале в районі греблі Заале та містить частини Тюринзького лісу, Тюринзького нагір'я та Природного парку Верхне Заале.
Найбільшими містами Тюринзького нагір'я є Заальфельд і Бад-Бланкенбург, які розташовані на його північному периметрі, Нойгауз-ам-Реннвег у найвищому регіоні та Бад-Лобенштайн на сході (де воно переходить у Франконський ліс).

## Інтернет-ресурси
- Naturpark Thüringer Schiefergebirge